# マヌエル・ウガルテ
マヌエル・ウガルテ・リベイロ（Manuel Ugarte Ribeiro, 2001年4月11日 - ）は、ウルグアイ・モンテビデオ出身のサッカー選手。プレミアリーグ・マンチェスター・ユナイテッドFC所属。ウルグアイ代表。ポジションはMF（守備的ミッドフィールダー）。

## 経歴

### クラブ
2014年にCAフェニックスのユースアカデミーに入所。国内リーグ2016年シーズン終盤に15歳でトップチームに昇格する。12月4日のダヌービオFC戦でプロデビュー。
2019年シーズンより正式にトップチームに定着し、リーグ戦35試合に先発出場。3月10日のラシン・クルブ・デ・モンテビデオ戦でプロ初ゴールを決めた。
2021年1月より、プリメイラ・リーガのFCファマリカンと4年契約を締結した。
2021年8月9日、スポルティング・クルーベ・デ・ポルトゥガルと2026年までの契約を結び、契約破棄金は6000万ユーロに設定された。
2023年7月7日、パリ・サンジェルマンFCに完全移籍で加入した。
2024年8月30日、イングランドプレミアリーグ・マンチェスター・ユナイテッドFCに完全移籍で加入した。

### 代表
2020年にコロンビアで開催された2020年東京オリンピック・CONMEBOLプレオリンピック大会に、U-23ウルグアイ代表として出場。決勝リーグのブラジル戦でゴールを記録。代表は3位に入り、オリンピック出場権を獲得した。
2021年9月5日、2022 FIFAワールドカップ・南米予選のボリビア代表戦でA代表初出場。
2024年6月8日、コパ・アメリカ2024に出場するウルグアイ代表メンバーに選出された。

## 代表歴

### 出場大会
- ウルグアイ代表
  - 2022 FIFAワールドカップ

### 試合数
- 国際Aマッチ 13試合 0得点（2021年-）[9]

| ウルグアイ代表 | 国際Aマッチ | 国際Aマッチ |
| 年             | 出場        | 得点        |
| -------------- | ----------- | ----------- |
| 2021           | 1           | 0           |
| 2022           | 5           | 0           |
| 2023           | 7           | 0           |
| 2024           |             |             |
| 通算           | 13          | 0           |

## タイトル
スポルティングCP
- タッサ・ダ・リーガ: 2021-22

パリ・サンジェルマン
- トロフェ・デ・シャンピオン: 2023